# Goeppertia allouia
Goeppertia allouia (син. Calathea allouia), известная как Лерен или Лаирен на испанском языке, а также известная на английском языке как гвинейский марант (англ. Guinea arrowroot) и корень сладкой кукурузы, представляет собой растение семейства марантовых, произрастающее в северной части Южной Америки и Карибского бассейна. Название «allouia» происходит от карибского названия растения. Лерен является второстепенной пищевой культурой в американских тропиках, но было одним из первых растений, одомашненных доисторическими индейцами в Южной Америке.

## Распространение
Goeppertia allouia произрастает на Кубе, Гаити, Пуэрто-Рико, Малых Антильских островах, Тринидаде и Тобаго, Венесуэле, Колумбии, Эквадоре, Перу и Бразилии. Сообщается, что он натурализован на Ямайке.
Лерен был завезен в качестве второстепенного корнеплода в тропические регионы по всему миру.

## Описание

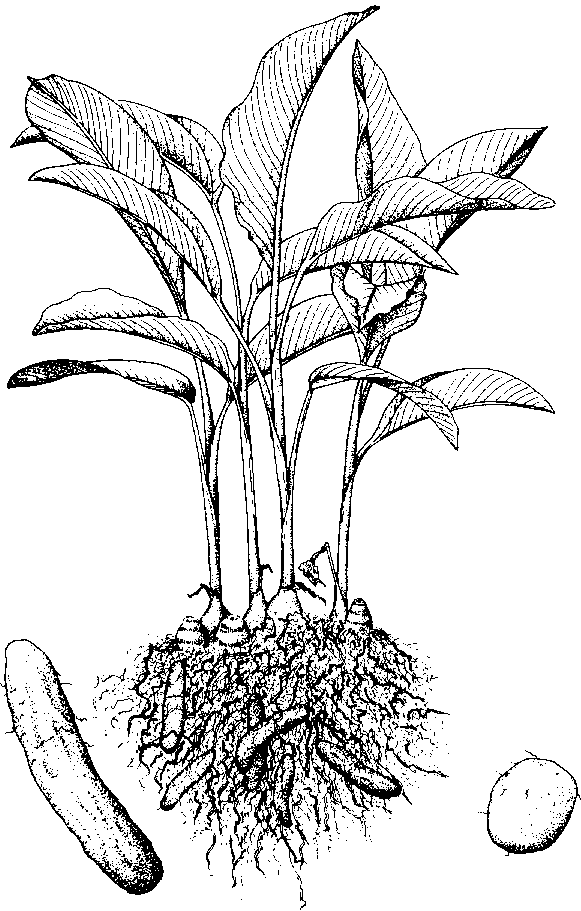
Лерен (Goeppertia allouia)

Лерен — многолетнее растение высотой примерно 1 метр . Он производит клубневидные корни яйцевидной формы длиной от 2 сантиметров до 8 сантиметров на концах мочковатых корней. Листья большие, до 60 сантиметров в длину и 20 сантиметров в ширину. Коренные жители Америки использовали прочные листья для изготовления традиционных лекарств и детской одежды. Лерен обычно размножается корневищами, дающими побеги и новые растения.

## Культивация
Лерен адаптирован к тропическому климату с чередованием дождливого и сухого сезонов. Он прорастает с первыми дождями и быстро растет, образуя клубни, которые собирают, когда листва начинает отмирать через восемь или девять месяцев после первоначального прорастания. Корневища, собранные одновременно, устойчивы как к высыханию, так и к затоплению, их делят и снова пересаживают в начале сезона дождей. В засушливые периоды необходим частый полив. Лерен часто сажают в тени или полутени, но он может расти и на полном солнце при достаточном количестве влаги и питательных веществ.
Лерен традиционно выращивают в небольших масштабах. Его выращивание сокращается, поскольку его заменяют другими культурами.

## Еда

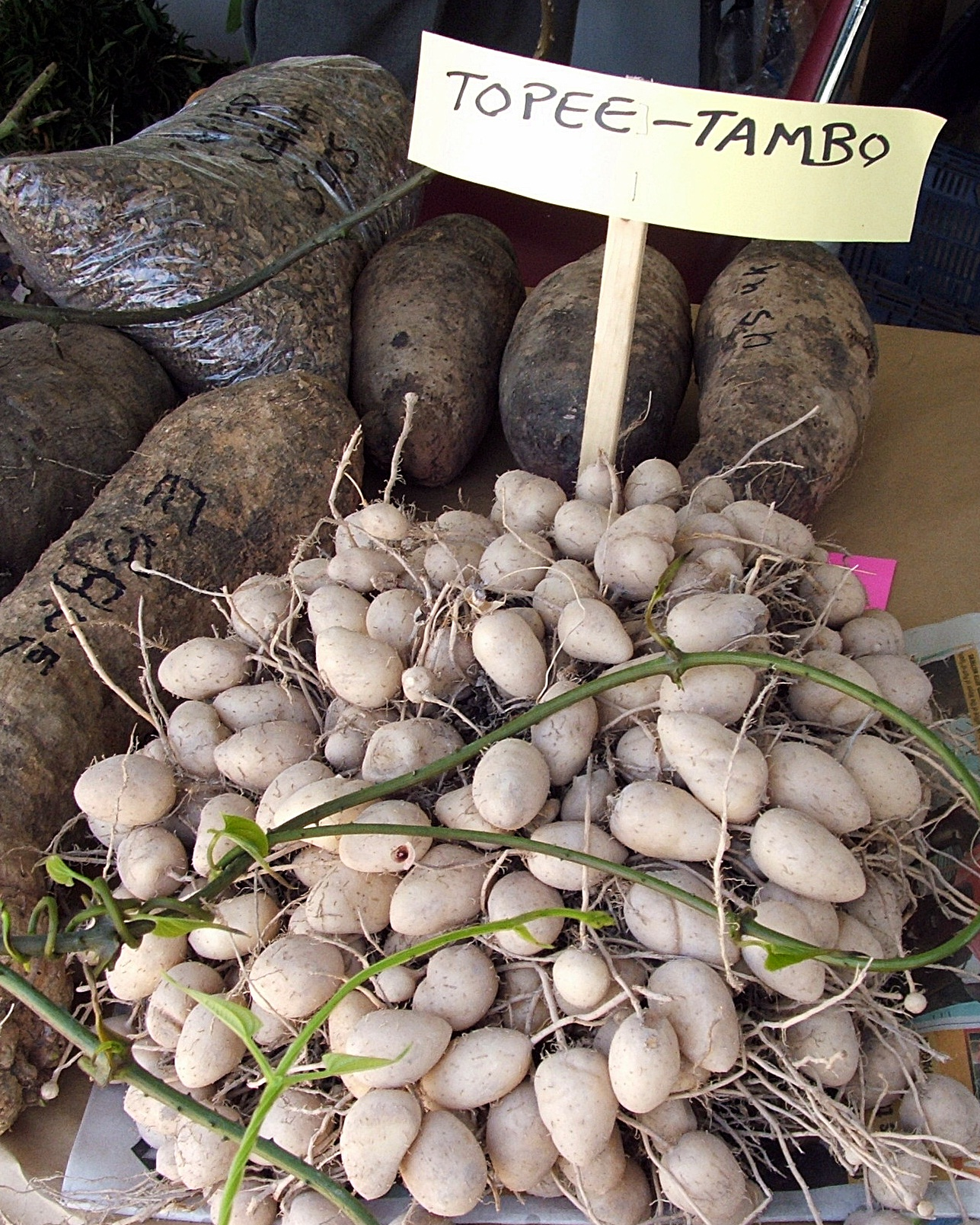
Лерен называют Топи-Тамбо в Тринидаде и Тобаго.

Лерен обычно готовят путем кипячения клубней в течение 15-60 минут. В качестве пищи лерен часто сравнивают с болотницей сладкой (Eleocharis dulcis), потому что лерен, как и болотница, сохраняет свою хрустящую корочку, несмотря на приготовление. Вареный лерен по вкусу похож на сладкую кукурузу, отсюда и одно из его распространенных английских названий. Вареный клубень покрыт тонкой съедобной кожицей, которая легче всего снимается после варки. Лерен в основном едят как закуску. Клубни лерена можно хранить при комнатной температуре до трех месяцев, но они плохо переносят охлаждение.
Пищевая ценность лерена досконально не изучена, но клубни содержат 13-15 процентов крахмала и 6,6 процента белка .

## Доисторическое одомашнивание
Археологи обнаружили, что лерен был одним из первых растений, одомашненных в доисторической Южной Америке. Лерен вместе с марантой (Maranta arundinacea), тыквой (Cucurbita moschata) и лагенарией обыкновенной (Lagenaria siceraria) употреблялись в пищу и, возможно, выращивались в Колумбии примерно к 9000 г. до н. э. Похоже, что выращивание лерена распространилось в местах, где он вряд ли был местным. Например, люди культуры Лас-Вегаса на засушливом и полузасушливом полуострове Санта-Елена в Эквадоре, вероятно, вырастили лерен примерно к 9000 г. до н. э. Лерен выращивали, чтобы есть сырым, сушеным или перемолотым в муку.